# Městský zámecký pivovar Oslavany
Městský zámecký pivovar Oslavany je minipivovar nacházející se v zámku v Oslavanech.

## Historie
Oslavanský renesanční zámek vznikl přestavbou prvního ženského cisterciáckého kláštera na Moravě, zvaného „Údolí svaté Marie“. Klášter byl vysvěcen v roce 1228 za přítomnosti krále Přemysla Otakara I. a královny Konstancie. Přestavbu na renesanční zámek, provedenou rodem Althanů v průběhu 16. století, dokončil v klasicistním slohu Johann Nepomuk Scharff v 18. století.
Je pravděpodobné, že pivovar byl již v klášteře, ale tato domněnka není doložena. První zmínka o zámeckém pivovaru je z roku 1547, kdy měl panství v zástavě Beneš Dubenský z Chlumu. Toho roku bylo vyprodukováno 645 sudů piva. Po bitvě na Bílé Hoře byl zámek Althanům zabaven kardinálem Františkem z Dietrichsteina a při soupisu majetku z roku 1621 se mluví o „pivovaře“. Existenci dokládá i záznam z roku 1623, kdy oslavanský farář dostával od vrchnosti 14 beček piva ročně. Další písemný doklad je z roku 1782, kdy majitel oslavanského panství Scharff nechal sepsat inventář, ve kterém se mimo jiné uvádí: byt sládka, pivovar, varna, pivní sklep. Poté nechal celý pivovar opravit. Likvidace pivovaru proběhla v roce 1863 dědici Johanna Scharffa.
Obnova pivovarské tradice se datuje do roku 2003. Na zámku byl vybudován minipivovar, který měl pohnutou historii. Po úspěšném zprovoznění prošel bouřlivým obdobím se střídáním několika vlastníků. Oslavanské pivo se přesto stalo fenoménem,[zdroj⁠?!] získalo si oblibu[zdroj⁠?!] a přivedlo na zámek a do Oslavan široký okruh návštěvníků. Poslední majitel minipivovaru si vybudoval v Bratčicích nový pivovar, vypověděl městu Oslavany nájemní smlouvu a odvezl technologii. Městu zůstaly prázdné prostory. Zastupitelstvo města proto rozhodlo, na svém mimořádném zasedání 29. října 2012, o založení nové městské společnosti, která obnoví tradici vaření piva v Oslavanech.
Tak vznikla firma pod názvem Městský zámecký pivovar Oslavany s.r.o. V roce 2013 po komplikovaných výběrových řízeních byla v 1. nadzemním podlaží jižního křídla zámku instalována úplně nová technologie. Minipivovar pracuje v poloautomatickém provozu. To umožňuje sládkovi aktivně ovlivňovat výrobu a tím také kvalitu piva. Premiéra prvního piva od městské společnosti proběhla 7. prosince 2013. Čertovský speciál, uvařený sládkem Tomášem Darebným, splnil očekávání veřejnosti a přinesl mnoho kladných ohlasů.[zdroj⁠?!] Od 19. prosince 2013 je nové oslavanské pivo v plném sortimentu na čepu v Zámecké restauraci.

## Produkty pivovaru
V současné době vyrábí minipivovar následující druhy piv:
- Opál 10° – světlé výčepní pivo
- Jantar 12° – světlý ležák
- Rubín 13° – polotmavý ležák

Všechna piva je možno zakoupit přímo v pivovaru, jak ve 20, 30 a 50litrových sudech, tak i v PET lahvích.